# Chamaecyparis pisifera 'Boulevard'
Chamaecyparis pisifera 'Boulevard' — сорт кипарисовика горохоплодного. Возник в результате побеговой мутации 'Squarrosa'.
Используется, как декоративный кустарник или дерево.
В 1934 году поступил в продажу из Булвар-питомника (Кемпенаар, Канада). В настоящее время широко распространён.

## Биологическое описание
Высота взрослых деревьев неизвестна, вероятно 5 м и более. Форма кроны кеглевидная, симметричная.
Хвоя шилообразная, загнуты внутрь. Летом серебристо-голубые, зимой часто серо-голубые.
В молодом возрасте растет медленно, потом быстрее. Ежегодный прирост около 10 см.

## Агротехника
Рекомендуется высаживать на хорошо освещённых местах. Почва: плодородная, влажная. На известковых и сухих растет плохо, не выносит уплотнения почвы.
Используется в одиночных и групповых посадках. В Ботаническом саду БИН РАН выращивается с 1993 г., недостаточно зимостоек, но может выращиваться в открытом грунте при хорошем месте посадки и надлежащем уходе, сохраняя декоративность в течение ряда лет.